# Li Jiawei
Li Jiawei (Pequim, 9 de agosto de 1981) é uma mesa-tenista de Singapura. 

## Carreira
Li Jiawei representou seu país nos Jogos Olímpicos de 2000, 2004, 2008 e 2012 na qual conquistou a medalha de prata e um bronze por equipes. 